# Walter Gropius

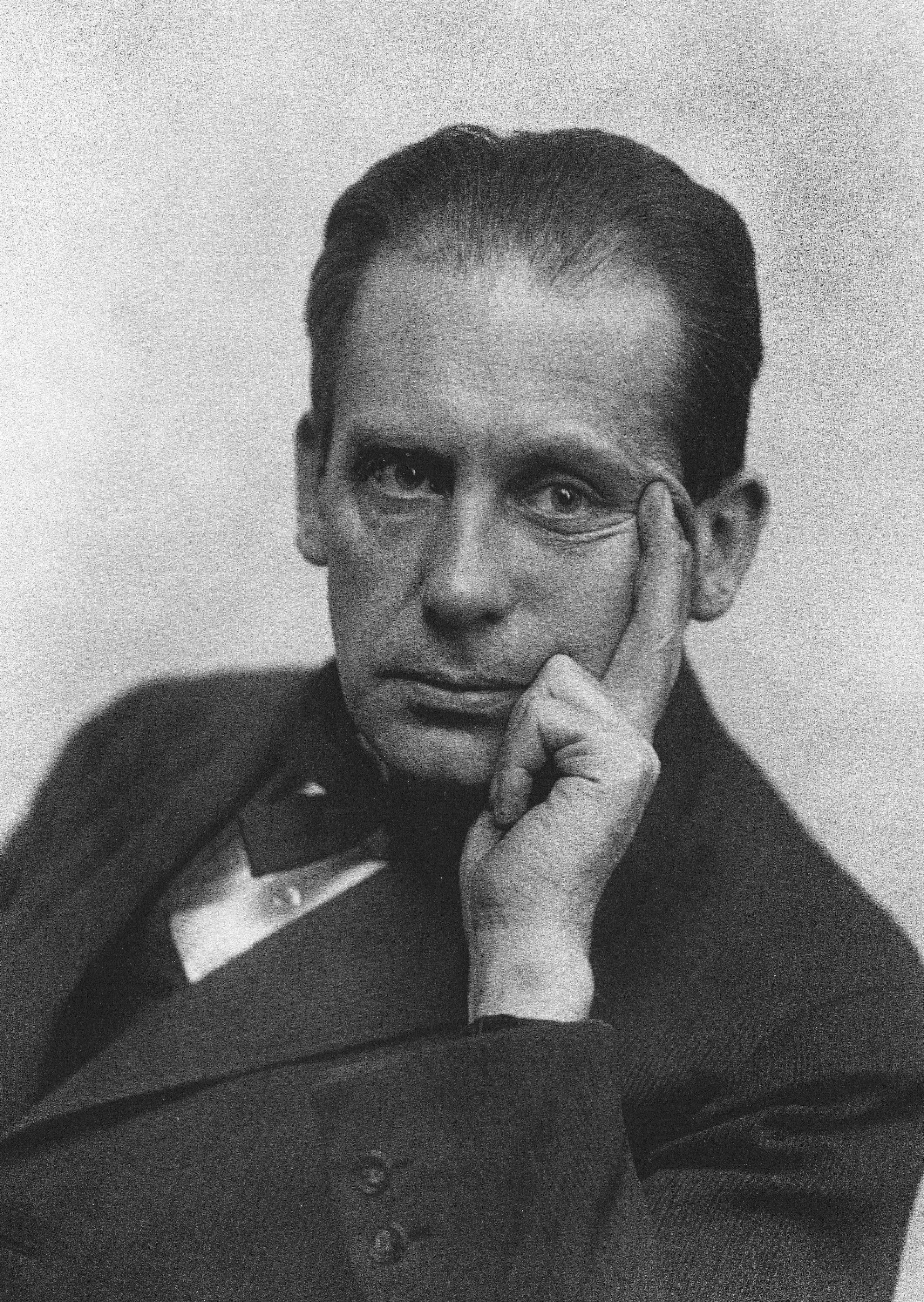
Walter Gropius, Foto von Louis Held, um 1919

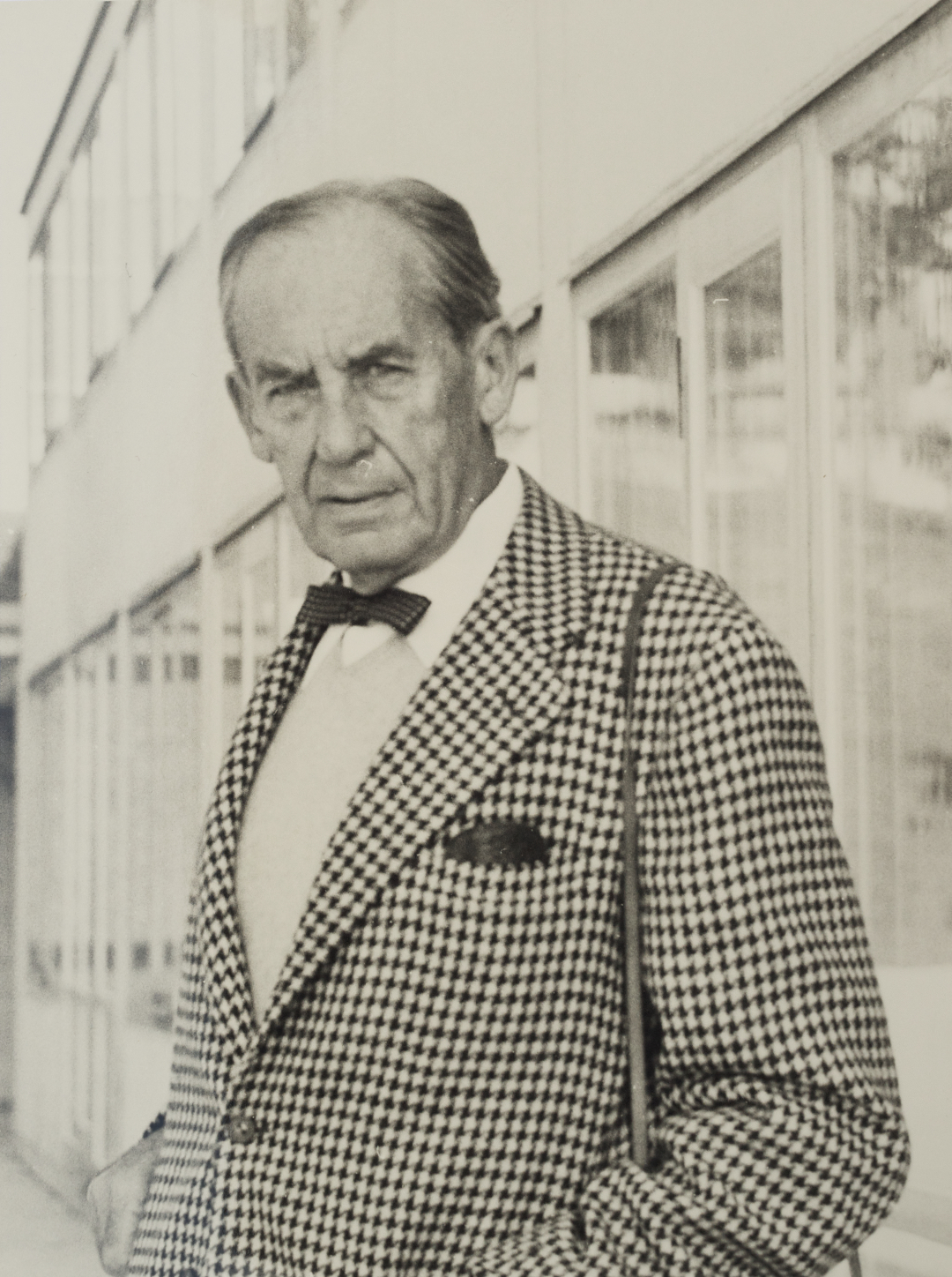
Walter Gropius auf Besuch in Deutschland anlässlich der Einweihung der Hochschule für Gestaltung Ulm, 1. Oktober 1955

Walter Adolf Georg Gropius (* 18. Mai 1883 in Berlin; † 5. Juli 1969 in Boston, Massachusetts) war ein deutscher (seit 1944 US-amerikanischer) Architekt und Gründer des Bauhauses. Neben Ludwig Mies van der Rohe, Frank Lloyd Wright und Le Corbusier gilt er als ein Pionier der internationalen modernistischen Architektur.

## Familie
Walter Gropius gehörte zur Familie Gropius. Er war ein Großneffe des Architekten Martin Gropius, eines Schülers Karl Friedrich Schinkels, mit dem Walter Gropius’ Großvater, Carl Gropius, als Junggeselle in Berlin eine Wohnung teilte. Walters Eltern waren der Geheime Baurat Walter Gropius und Manon Scharnweber, die Tochter des preußischen Politikers Georg Scharnweber. 1910 lernte er Alma Mahler, die Frau des Komponisten Gustav Mahler, kennen und begann eine außereheliche Beziehung mit ihr. 1915 – vier Jahre nach Gustav Mahlers Tod – heirateten sie. Ihrer gemeinsamen Tochter Manon (1916–1935) wurde nach ihrem frühen Tod durch Alban Bergs Violinkonzert Dem Andenken eines Engels ein musikalisches, durch Franz Werfel ein literarisches Denkmal gesetzt. Die Ehe wurde 1920 geschieden. 1918/1919 lernte Gropius Lily Hildebrandt kennen, mit der er eine Affäre begann. Aus der Liebesbeziehung wurde eine Freundschaft, als er 1922 der Journalistin Ise Frank begegnete, die er 1923 heiratete. Die Freundschaft zu Lily Hildebrandt hielt bis zu seinem Tod. Ise Gropius (1897–1983) verfasste wohl einen Großteil von Gropius’ Texten. Mit ihr adoptierte er Beate Forberg, genannt Ati, die Tochter der verstorbenen Schwester von Ise. Walters Schwester Manon Burchard, geborene Gropius, ist die Urgroßmutter der deutschen Schauspielerinnen Marie Burchard und Bettina Burchard und des Kunsthistorikers Wolf Burchard.
Zwischen 1919 und 1932 hielt sich die Familie oft in ihrer Villa in der Strandallee in Timmendorfer Strand auf.

## Berufliche Laufbahn

Sechs Assistenten von Behrens am Arbeitsplatz: (von li.) Mies van der Rohe, Meyer, Hertwig, Weyrather (dahinter), Krämer, Gropius (mit Plan) (1908)

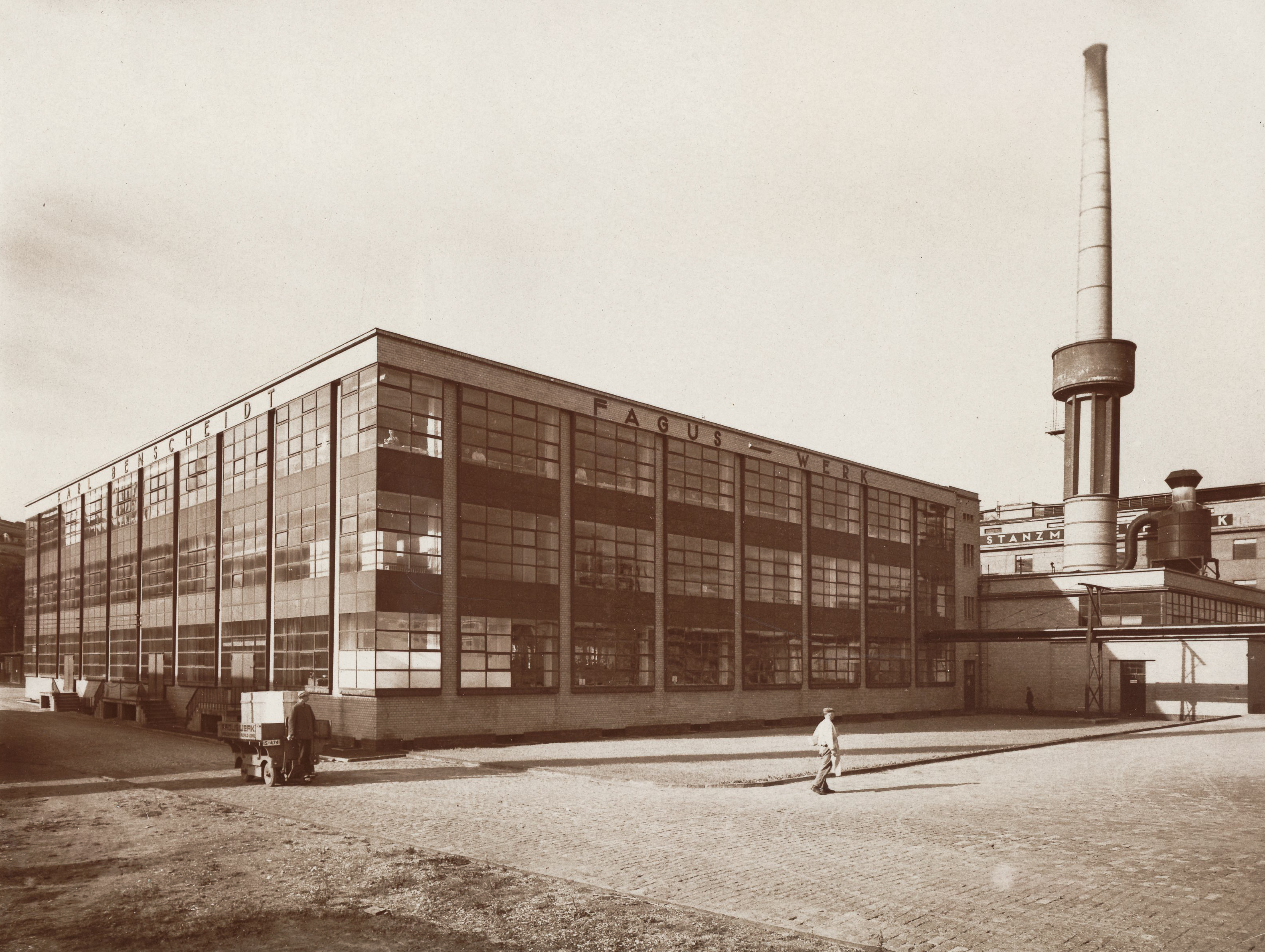
Das neu erbaute Fagus-Werk in Alfeld von Walter Gropius und Adolf Meyer in einer Aufnahme von Edmund Lill (1911–1912)

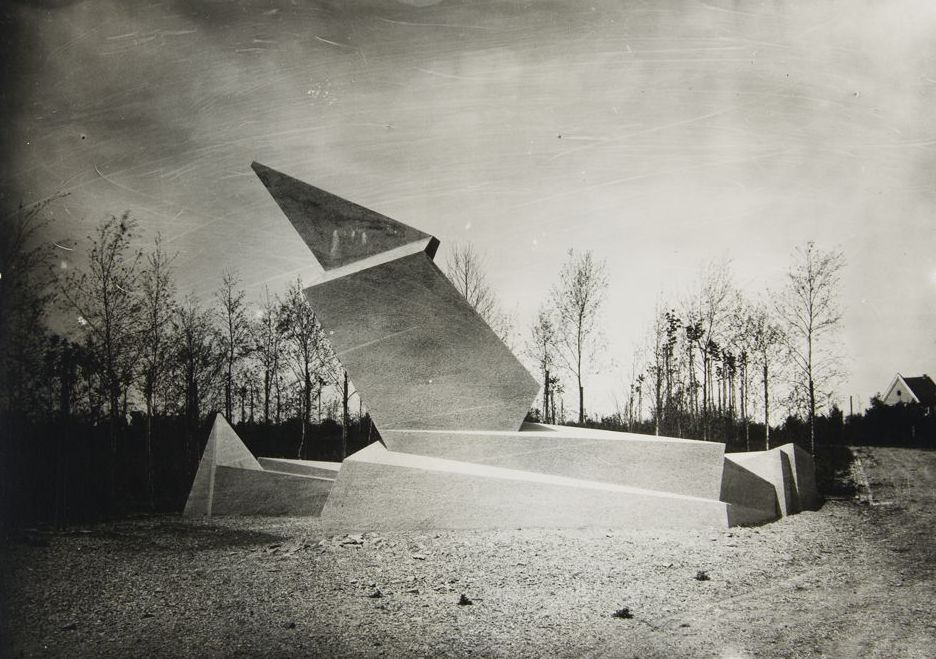
„Denkmal der Märzgefallenen“ in Weimar (1922)

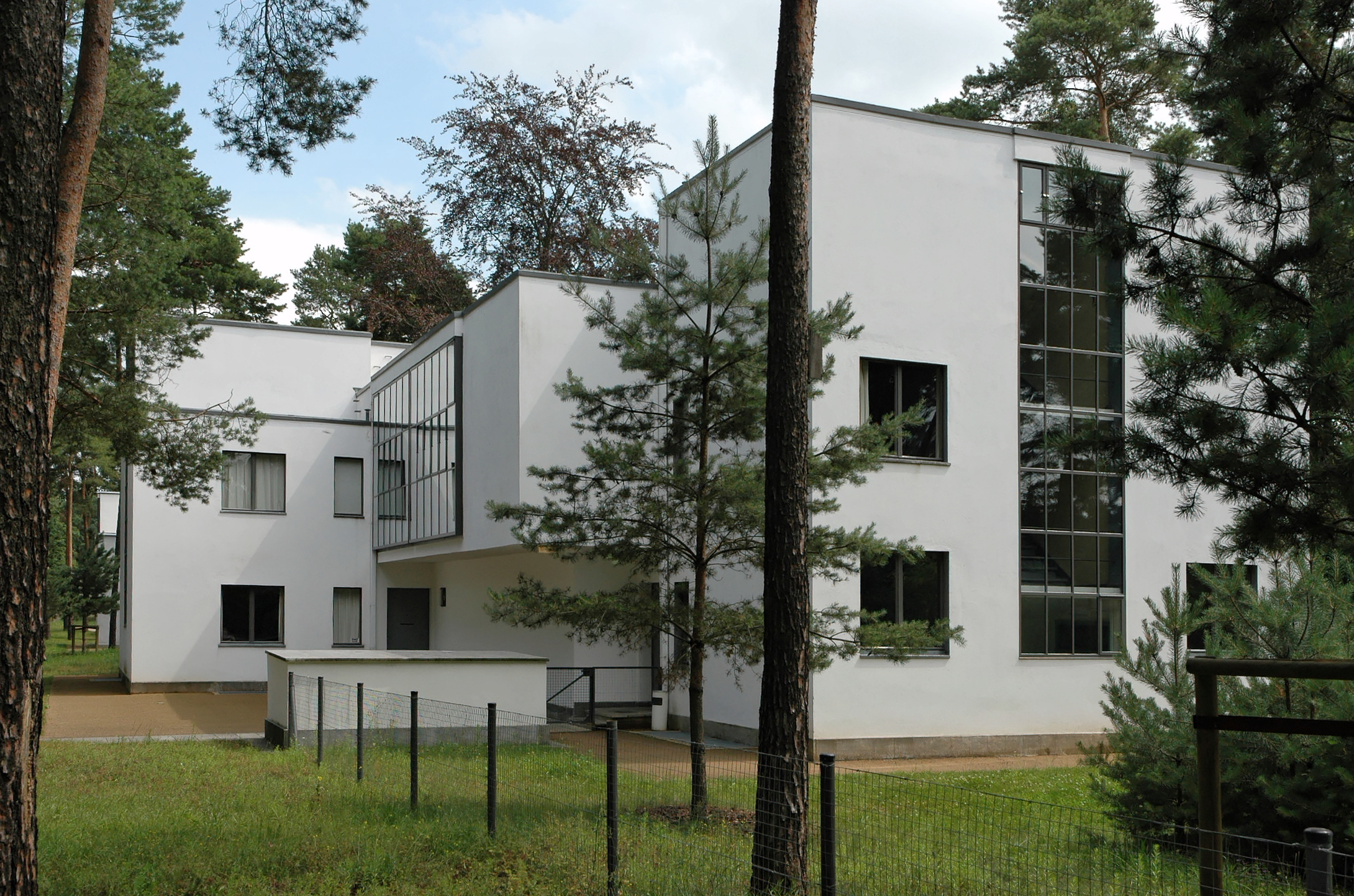
Meisterhäuser in Dessau (1925–1926)

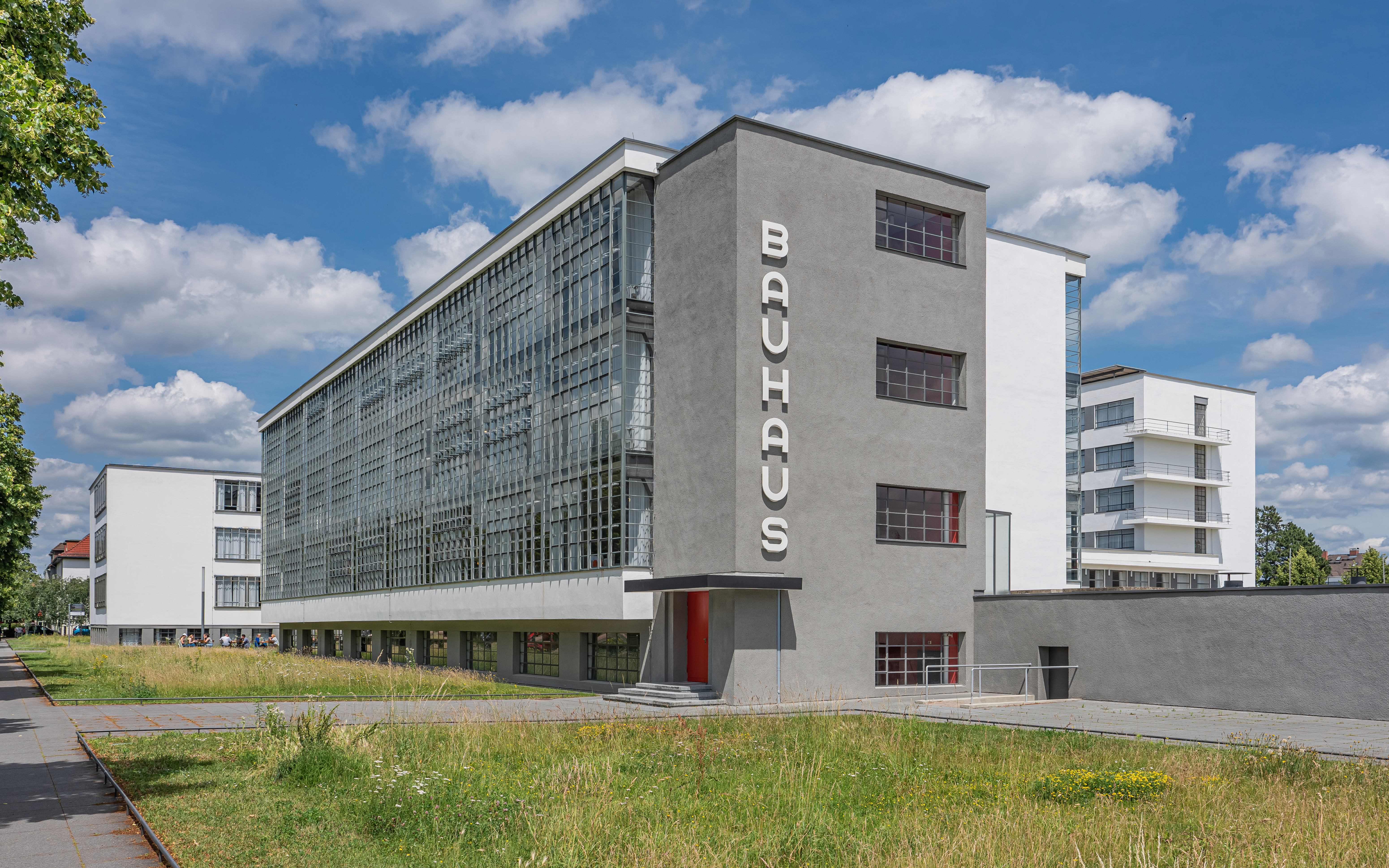
Das Bauhaus-Gebäude in Dessau (1925–1926)

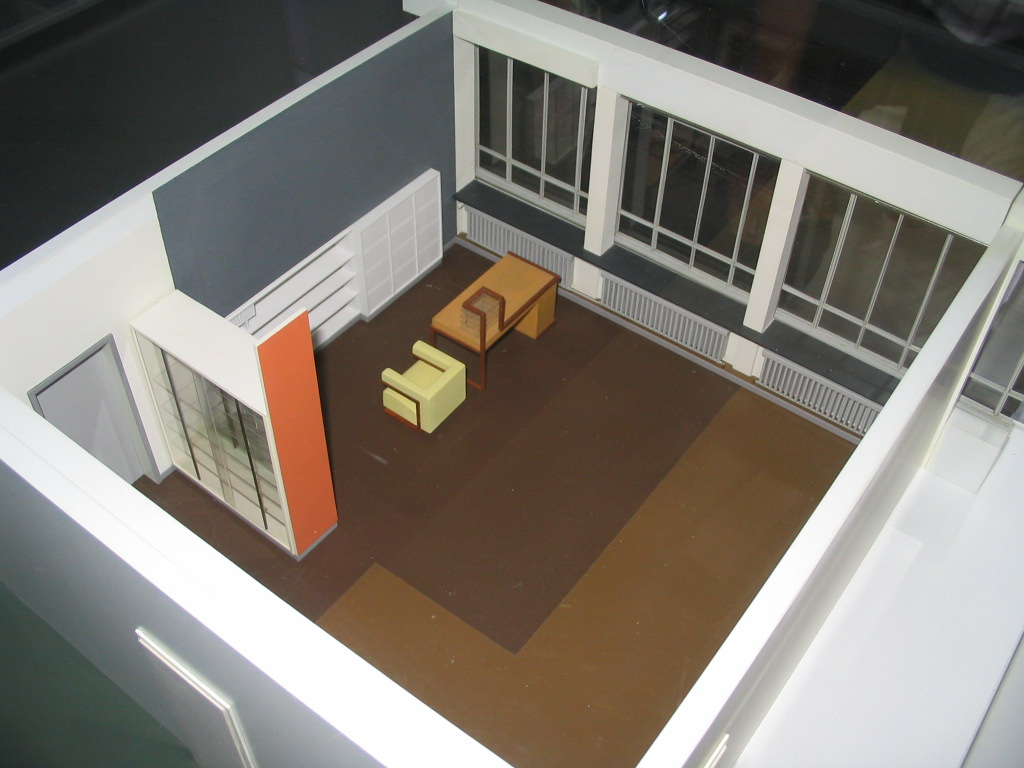
Modell des Arbeitszimmers von Walter Gropius im Bauhaus Dessau

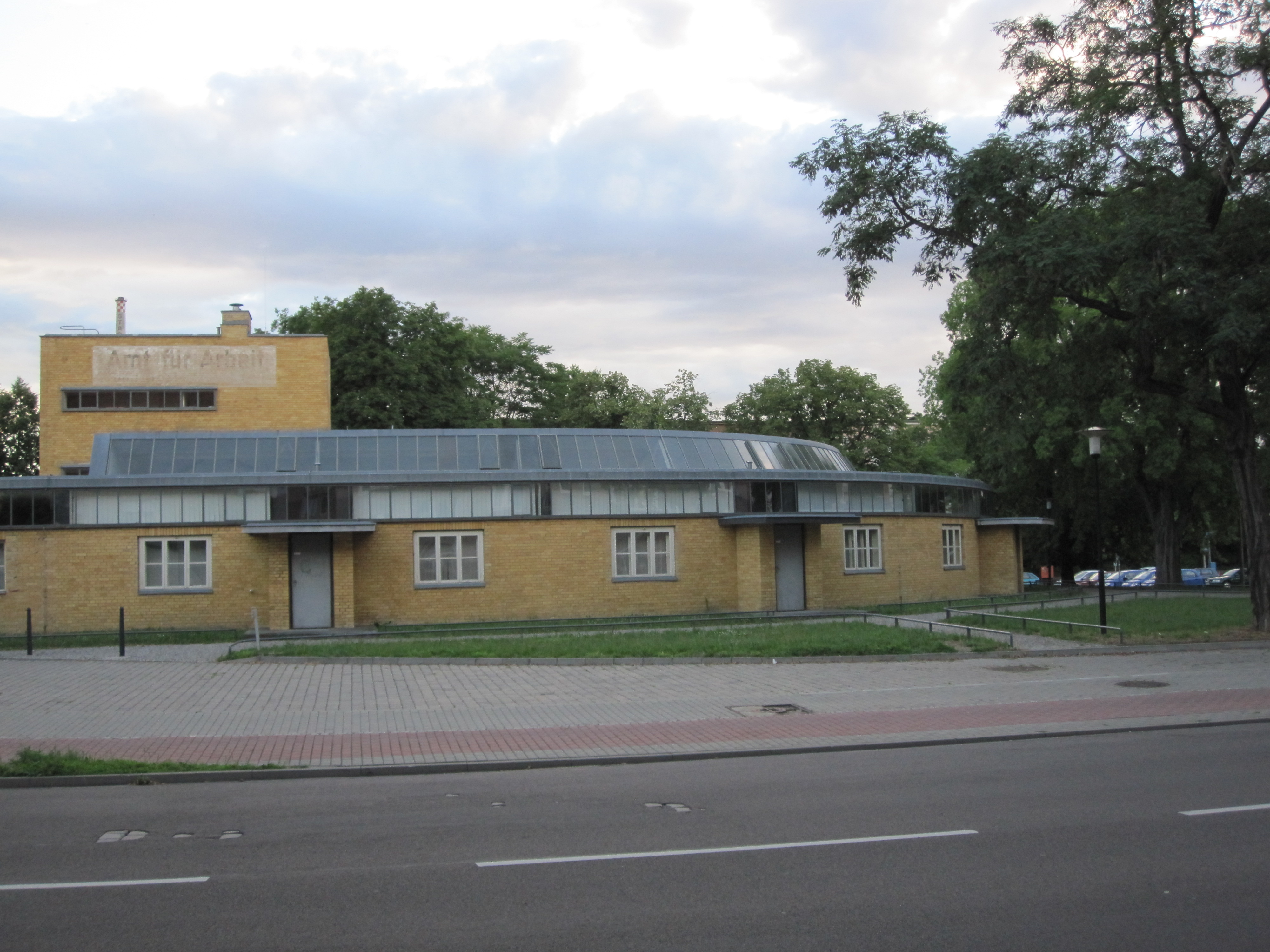
Walter Gropius, Städtisches Arbeitsamt Dessau (1928–1929)

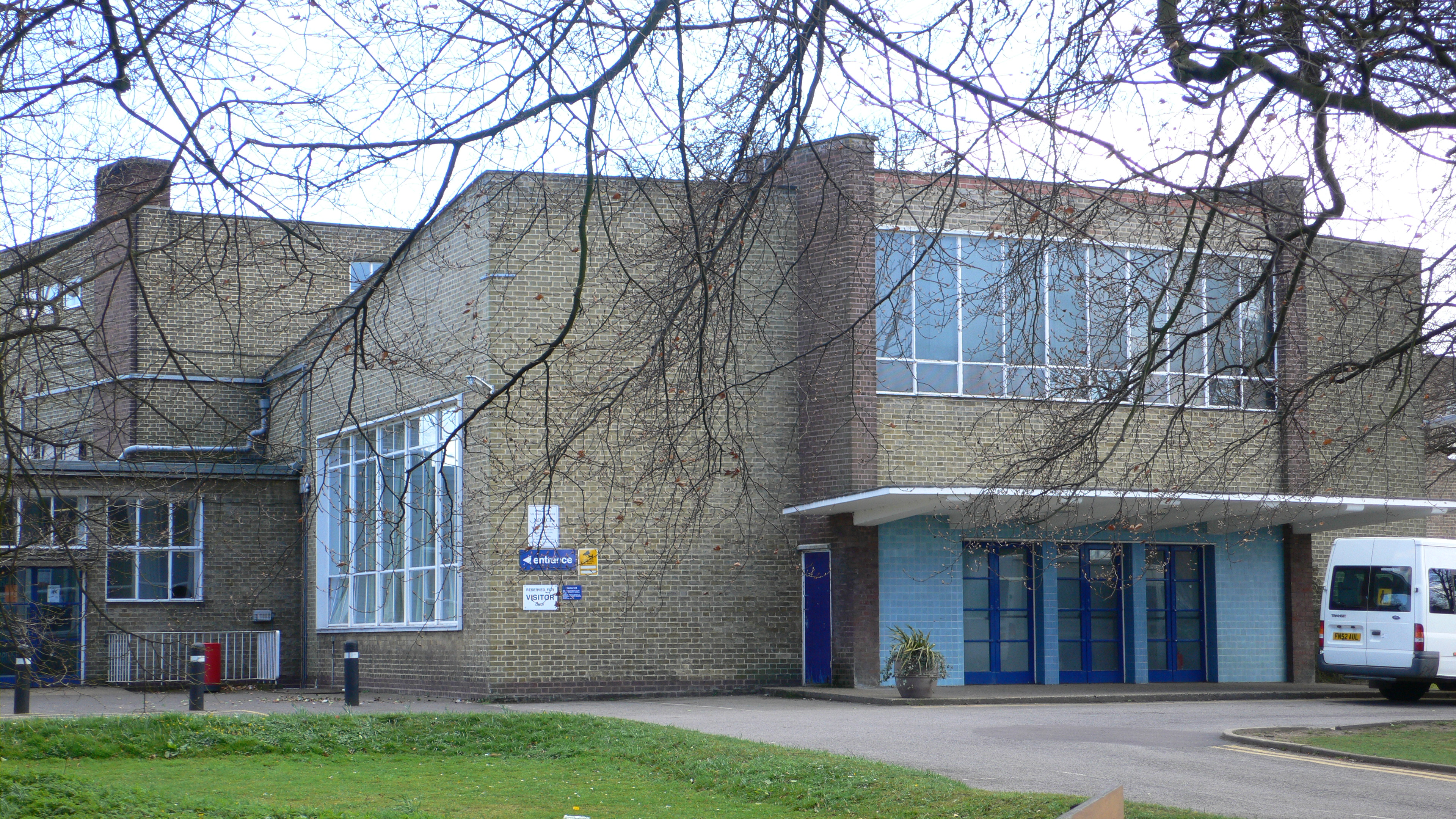
Maxwell Fry & Walter Gropius, Impington Village College. Impington, Cambridgeshire (1937)

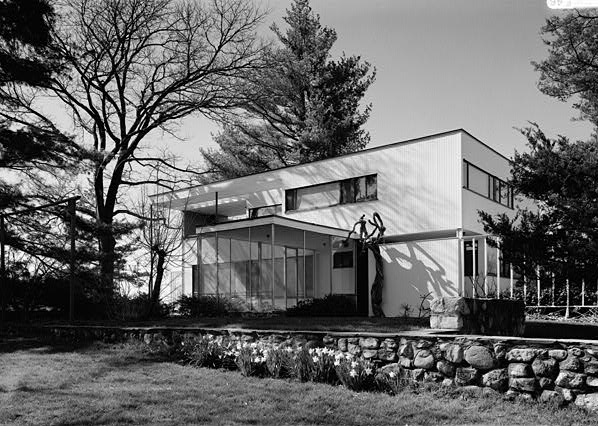
Das Wohnhaus der Familie in Lincoln, Massachusetts (1938)

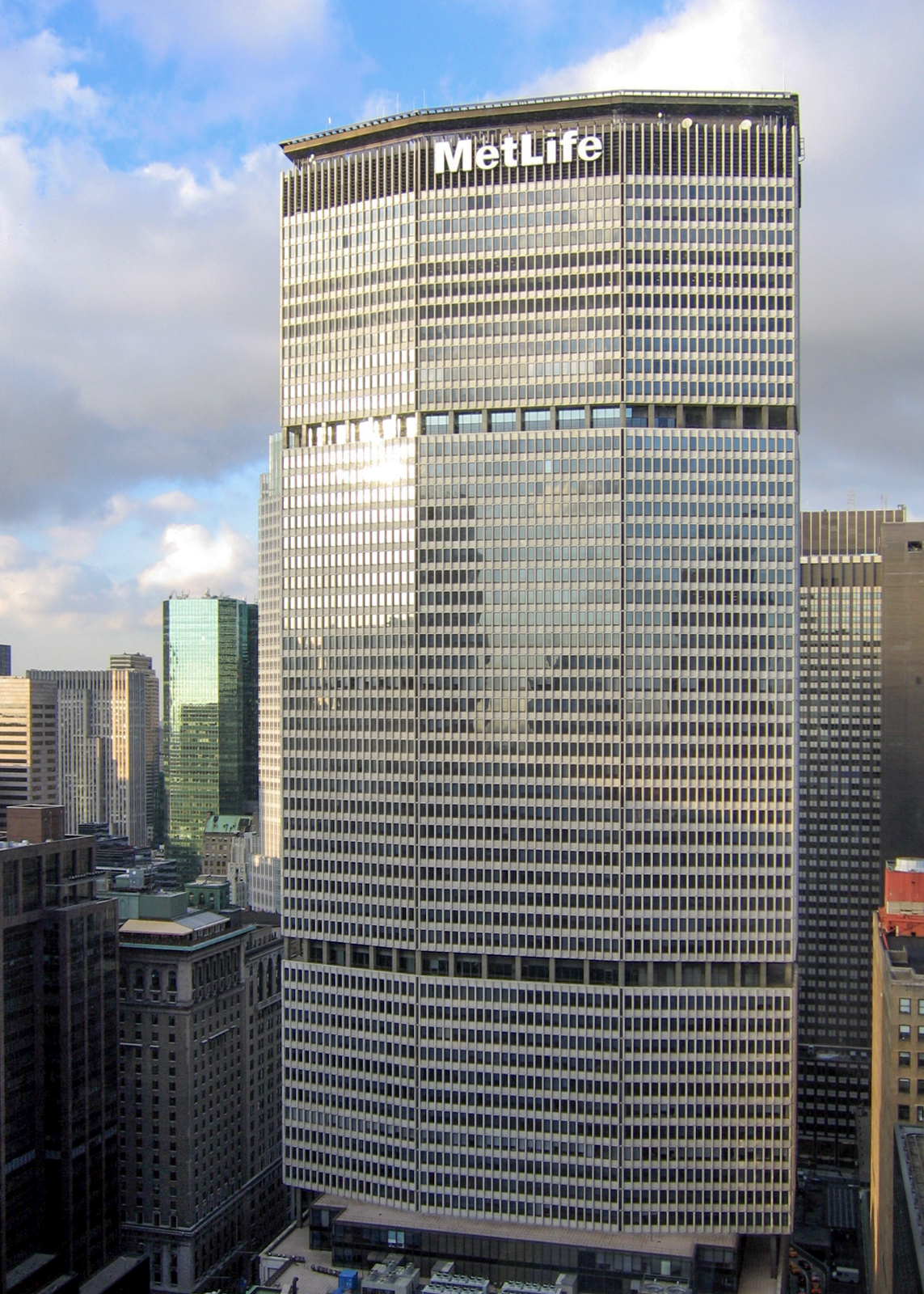
PanAm-Gebäude (heute: MetLife) in New York (1960–1963)

Im Jahr 1903 begann Gropius ein Architekturstudium an der Technischen Hochschule München, das er ab 1906 an der Technischen Hochschule Berlin fortsetzte, 1908 aber ohne Diplom abbrach. Nach eigenem Bekunden war er insbesondere mit den zeichnerischen Anforderungen überfordert und war schon früh auf die Unterstützung durch Helfer angewiesen. Im selben Jahr trat er durch Vermittlung von Karl Ernst Osthaus in das Büro von Peter Behrens ein, in dem neben ihm auch andere später berühmt gewordene Architekten gearbeitet hatten, unter anderem Ludwig Mies van der Rohe und Le Corbusier. Bei Behrens wurde er zunächst mit der Bauleitung in den Projekten Haus Cuno und Haus Schröder in Hagen betraut, deren Aufträge Osthaus in das Büro gebracht hatte. Seine weitere Rolle im Büro Behrens bezeichnete Gropius rückblickend in einem Brief an Herta Hesse vom 8. Mai 1969 als „Faktotum“, was laut Nerdinger wiederum bestätige, dass er aufgrund seiner „Unfähigkeit, auch nur das Einfachste auf Papier zu bringen“ mit anderen Aufgaben betraut war als mit Zeichnen. Nach zweijähriger Mitarbeit bei Behrens machte sich Gropius 1910 als Industriedesigner und Architekt selbständig, blieb aber zeitlebens auf die Unterstützung zeichnerisch begabter Mitarbeiter angewiesen. Im selben Jahr kam er durch Karl Ernst Osthaus zum Deutschen Werkbund.
Für das von Osthaus mit der Unterstützung des Werkbunds gegründete Deutsche Museum für Kunst in Handel und Gewerbe organisierte er 1912 eine Sammlung vorbildlicher Entwürfe für Fabrikwaren. Als Formgestalter entwarf er Inneneinrichtungen, Tapeten, Serienmöbel, Autokarossen und eine Diesellokomotive.
Seine erste bedeutende architektonische Arbeit war die „künstlerische Baugestaltung der Schuhleistenfabrik Fagus-Werk in Alfeld an der Leine auf der Grundlage der fertigen (und teilweise bereits realisierten) Pläne von Eduard Werner“ (Vertrag vom 13. Mai 1911). Dies geschah in der bewährten Zusammenarbeit mit Adolf Meyer. Dieser Fabrikbau gilt mit seiner Stahl- und Glasarchitektur als richtungsweisendes Werk der später sogenannten „Modernen Architektur“, die in den 1920er Jahren unter der Bezeichnung „Neues Bauen“ oder „Neue Sachlichkeit“ zum allgemeinen Begriff wurde. Das Fagus-Werk wurde im Juni 2011 von der UNESCO zum Weltkulturerbe erklärt.
Für die Ausstellung des Deutschen Werkbundes 1914 in Köln baute Gropius mit Meyer zusammen eine Musterfabrik, die sich später ebenfalls als bedeutender Beitrag zur modernen Architektur erweisen sollte. Die Besonderheit dieses Baus waren rund verglaste Treppentürme, die als neues gestalterisches Motiv später, in den 1920er-Jahren, bei Erich Mendelsohn in seinen Warenhäusern häufige Verwendung fanden.
Während des Ersten Weltkrieges diente Gropius als Unteroffizier der Reserve. Er wurde während seines vierjährigen Einsatzes an der Westfront schwer verwundet und bekam das Eiserne Kreuz verliehen.
Während der Novemberrevolution 1918 engagierte sich Gropius im Arbeitsrat für Kunst, einer an die Rätedemokratie angelehnten Vereinigung revolutionärer Künstler. Die Gruppe ging vom „Primat der Architektur“ aus, forderte die Niederreißung aller Kriegerdenkmäler und sah Kunst als Mittel zur Revolutionierung der Gesellschaft. Gropius gehörte seit März 1919 mit Adolf Behne und César Klein zu ihrer dreiköpfigen Leitungsschicht. Die Gruppe löste sich 1921 auf.
Bekannter wurde Gropius’ Engagement in einer anderen künstlerischen Bewegung – er wurde zum Begründer des Bauhauses. Gropius wurde 1919 auf Vorschlag Henry van de Veldes als dessen Nachfolger zum Direktor der Großherzoglich-Sächsischen Hochschule für Bildende Kunst in Weimar (Thüringen) ernannt und gab der neuen Schule den Namen „Staatliches Bauhaus in Weimar“. Er hatte das Amt des Direktors inne – zunächst bis zur Auflösung der Schule am 26. Dezember 1924 in Weimar, und nach der Verlegung des Bauhauses in Dessau (heute Dessau-Roßlau in Sachsen-Anhalt). Sein Nachfolger wurde 1928 der Schweizer Architekt Hannes Meyer, der 1930 wieder ausschied und sein Betätigungsfeld für die nächsten sechs Jahre in die Sowjetunion verlegte. Ludwig Mies van der Rohe führte das Bauhaus bis zur Schließung nach der Machtübernahme der Nationalsozialisten 1933.
Ab 1926 beschäftigte Gropius sich intensiv mit dem Massenwohnbau als Lösung der städtebaulichen und sozialen Probleme und trat für die Rationalisierung des Baugewerbes ein. Dabei konnte er unter anderem auf Vorarbeiten von Martin Wagner zurückgreifen, der schon 1918 erste Anregungen zur „Übernahme der amerikanischen Rationalisierungsmethoden auf das deutsche Bauwesen“ veröffentlicht hatte. Mit der Siedlung „Am Lindenbaum“ (1929/1930) war Gropius auch einer der Architekten am Projekt Neues Frankfurt. Er entwarf zahlreiche Wohnbauprojekte wie die Siedlung Dessau-Törten (1926–1931) mit Leopold Fischer, Dammerstock (1928/1929), Wohnblocks in der Siemensstadt in Berlin (1929/1930) und das Projekt Wannsee-Uferbebauung, ebenfalls in Berlin (1930/1931).
Walter Gropius war im Jahr 1927 zusammen mit Erwin Piscator Mitbegründer des Projektes eines Totaltheaters, das die Aufhebung der räumlichen Trennung zwischen Schauspielern und Zuschauern zum Ziel hatte. Ab 1928 war er als selbständiger Architekt in Berlin tätig. Kurzzeitig arbeitete Marianne Brandt 1929 als Innenarchitektin in seinem Büro. 1930 organisierte er mit anderen „Bauhäuslern“ die staatlich geförderte Werkbundausstellung zum Thema „Die Wohnung“ in Paris. Von 1929 bis 1933 arbeitete Walter Gropius mit Hanns Dustmann zusammen.
Nachdem die Nationalsozialisten das Bauhaus 1934 als „Kirche des Marxismus“ angegriffen hatten, emigrierte Gropius nach London. Dort arbeitete er in Partnerschaft mit Maxwell Fry und wohnte wie Marcel Breuer, László Moholy-Nagy, Arthur Korn und Agatha Christie in den Isokon Flats von Wells Coates. 1937 ging er in die USA nach Cambridge, wo er als Professor für Architektur an der „Graduate School of Design“ der Harvard University tätig war. 1938 zog er in sein neu errichtetes Wohnhaus in Lincoln, Massachusetts, das heute unter der Bezeichnung Gropius House als National Historic Landmark im National Register of Historic Places eingetragen und der Öffentlichkeit als Museum zugänglich ist.
Von 1941 bis 1948 arbeitete Gropius eng mit Konrad Wachsmann zusammen, der durch das Haus Dr. Estrich und das Einsteinhaus Caputh seine Karriere als freier Architekt begonnen hatte. Sie entwickelten und produzierten unter anderem das bekannte General-Panel-System.
1946 gründete Gropius die Gruppe The Architects Collaborative, Inc. (TAC) als Vereinigung junger Architekten, die für ihn zugleich ein Manifest seines Glaubens an die Bedeutung der Teamarbeit werden sollte. Ein Werk dieses Teams ist das Graduate Center der Harvard University in Cambridge (1949/1950). Sein Buch Architektur – Wege zu einer optischen Kultur ist ein Plädoyer für Kreativität und Teamarbeit im Dienste der Gesellschaft.
In seinen letzten Lebensjahren war Gropius wieder häufig in Berlin tätig, wo er unter anderem 1957 im Rahmen der Interbau einen neungeschossigen Wohnblock im Hansaviertel errichtete. Die konkave Südfront und das offene Erdgeschoss gelten bei diesem Gebäude als typisches Beispiel einer „späten Moderne“.
Am 2. Oktober 1955 sprach Gropius zur Eröffnung der Hochschule für Gestaltung Ulm: „Und wenn die politische Entwicklung der Zeit stabiler sein wird als in der Zeit des Bauhauses, dann kann die künstlerische Ausstrahlung der Hochschule für Gestaltung über die Grenzen Ulms und Deutschlands hinausgehen und die Welt von der Notwendigkeit und der Bedeutung des künstlerischen Menschen für das Gedeihen echter fortschrittlicher Demokratie überzeugen.“
Anfang der 1960er Jahre setzte sich Gropius für den Erhalt des ehemaligen Kunstgewerbemuseums Berlin ein, das sein Großonkel Martin Gropius entworfen hatte. Das Gebäude wurde 1966 unter Denkmalschutz gestellt. Den späteren Wiederaufbau bis hin zur neuen Nutzung erlebte er nicht mehr.

## Bewertung
Nicht alle Werke von Gropius waren unumstritten. Kritiker bemängelten, dass er im Bestreben, das Bauen zu industrialisieren und zu normieren, manchmal auch zu weit gegangen sei: Nicht die Bedürfnisse der Bewohner hätten die Grundrisse bestimmt, sondern der Schienenverlauf der Baukräne; Badewannen würden zwischen Spüle und Herd gesetzt; Fenster ließen sich nicht ganz öffnen; auch die Kupferhaussiedlung in Finow beispielsweise spräche weder ästhetisch noch funktional an.
Gropius legte mit seiner Idee vom „Baukasten im Großen“ die Grundlage für die Plattenbauten in den Satellitenstädten. Einerseits ermöglichte die industrielle Massenfertigung die Bereitstellung von dringend benötigtem Wohnraum, andererseits anonymisierte sie das Wohnen und schuf neue soziale Probleme. Theodor W. Adorno bemängelte den Formalismus des Neuen Bauens in seinem Essay Asyl für Obdachlose.
In seinem Beitrag Bilde Künstler, rede nicht, 1953 in der Architekturzeitschrift Baukunst und Werkform veröffentlicht, stellte Rudolf Schwarz den mechanischen Funktionalismus des Bauhausstils in Frage. Das führte zur offenen Auseinandersetzung mit Walter Gropius und veranlasste die sogenannte Bauhaus-Debatte in Westdeutschland.

## Mitgliedschaften
- 1910: Mitglied im Deutschen Werkbund
- 1918: Mitglied im „Arbeitsrat für Kunst“
- 1928: Gründungsmitglied der CIAM[21]
- 1944: Wahl in die American Academy of Arts and Sciences[22]
- 1962 Wahl zum Mitglied der American Academy of Arts and Letters[23]
- 1968: Wahl zum Mitglied (N.A.) der National Academy in New York[24]
- 1968: Ernennung zum Ehrenmitglied der Staatlichen Akademie der Bildenden Künste Stuttgart

## Ehrungen
- Bereits 1929 wurde ihm die Ehrendoktorwürde der Technischen Hochschule Hannover verliehen[25] und später unter anderem von der Freien Universität Berlin (1963).
- 1957: Ernst-Reuter-Plakette des Landes Berlin
- 1958: Großes Verdienstkreuz mit Stern der Bundesrepublik Deutschland
- 1956: Hansischer Goethe-Preis.
- 1959: AIA Gold Medal des American Institute of Architects
- 1999: Ein Asteroid des inneren Hauptgürtels wurde nach ihm benannt: (9577) Gropius.

## Werk

### Bauten und Entwürfe (Auswahl)

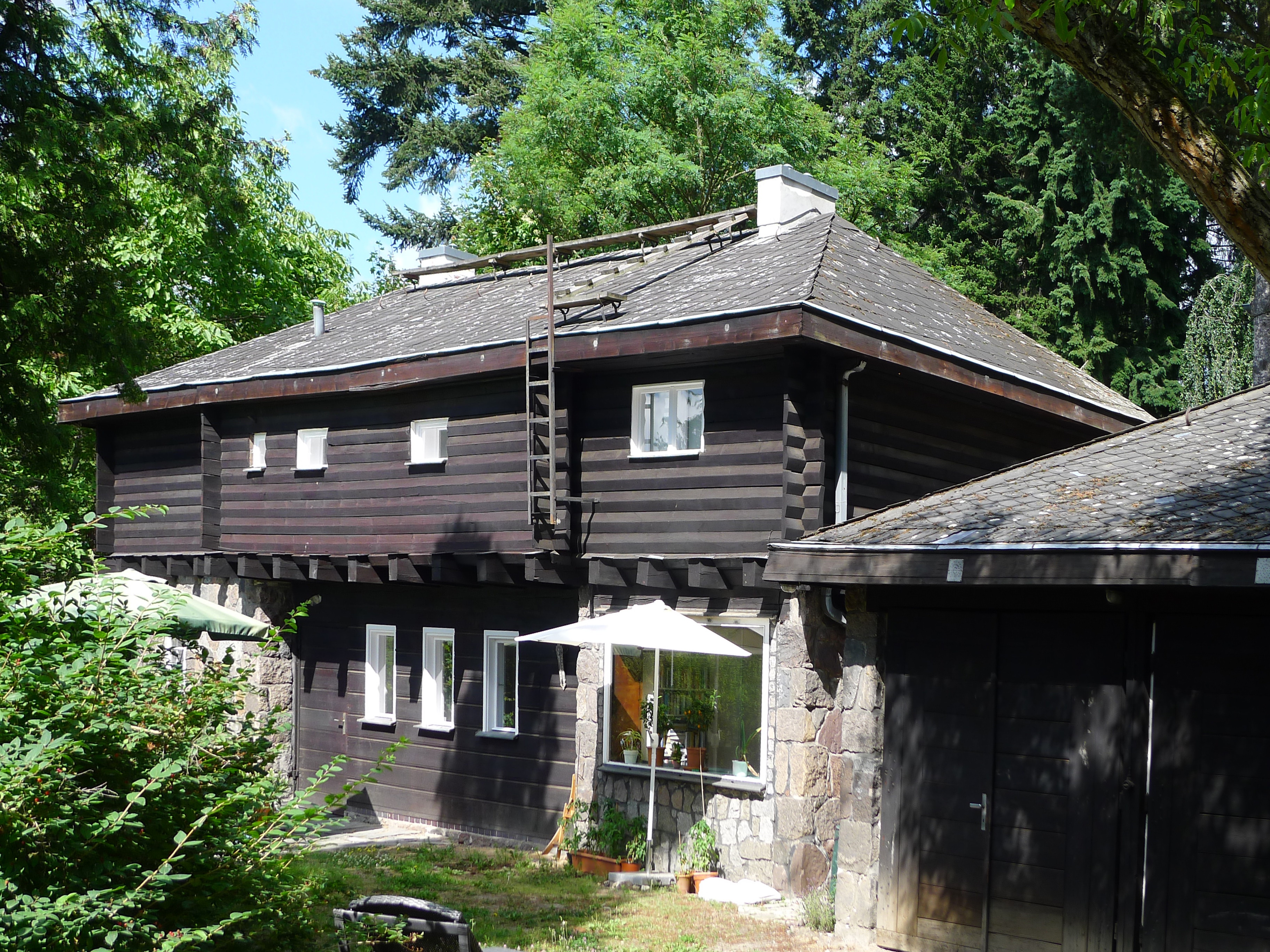
Chauffeurshaus von Haus Sommerfeld in Berlin-Lichterfelde (1920–1922)

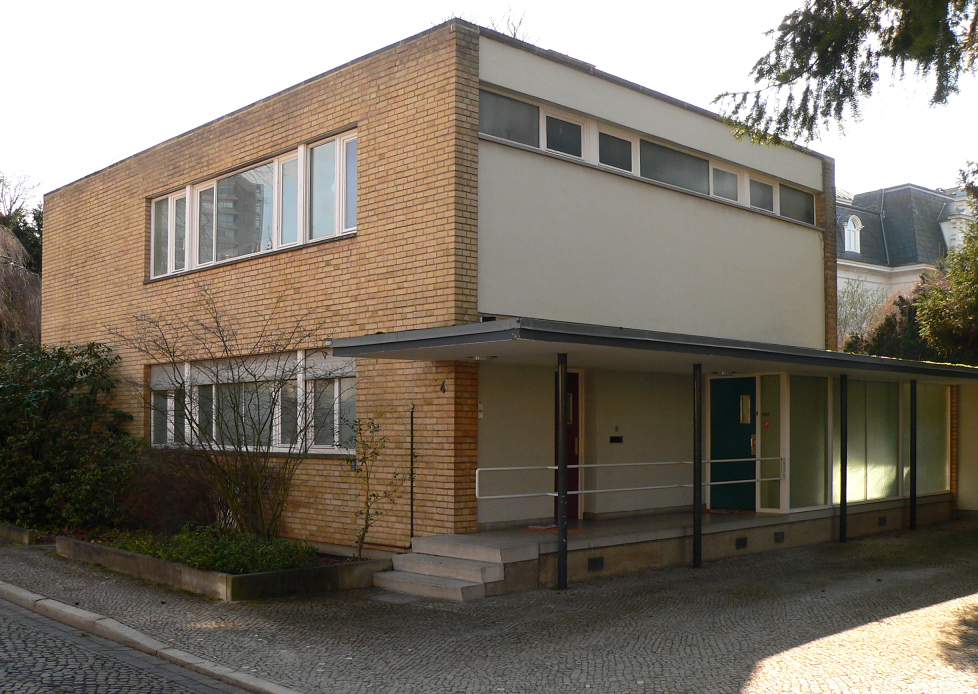
Villa Stichweh in Hannover, heute Landessekretariat des BDA Niedersachsen

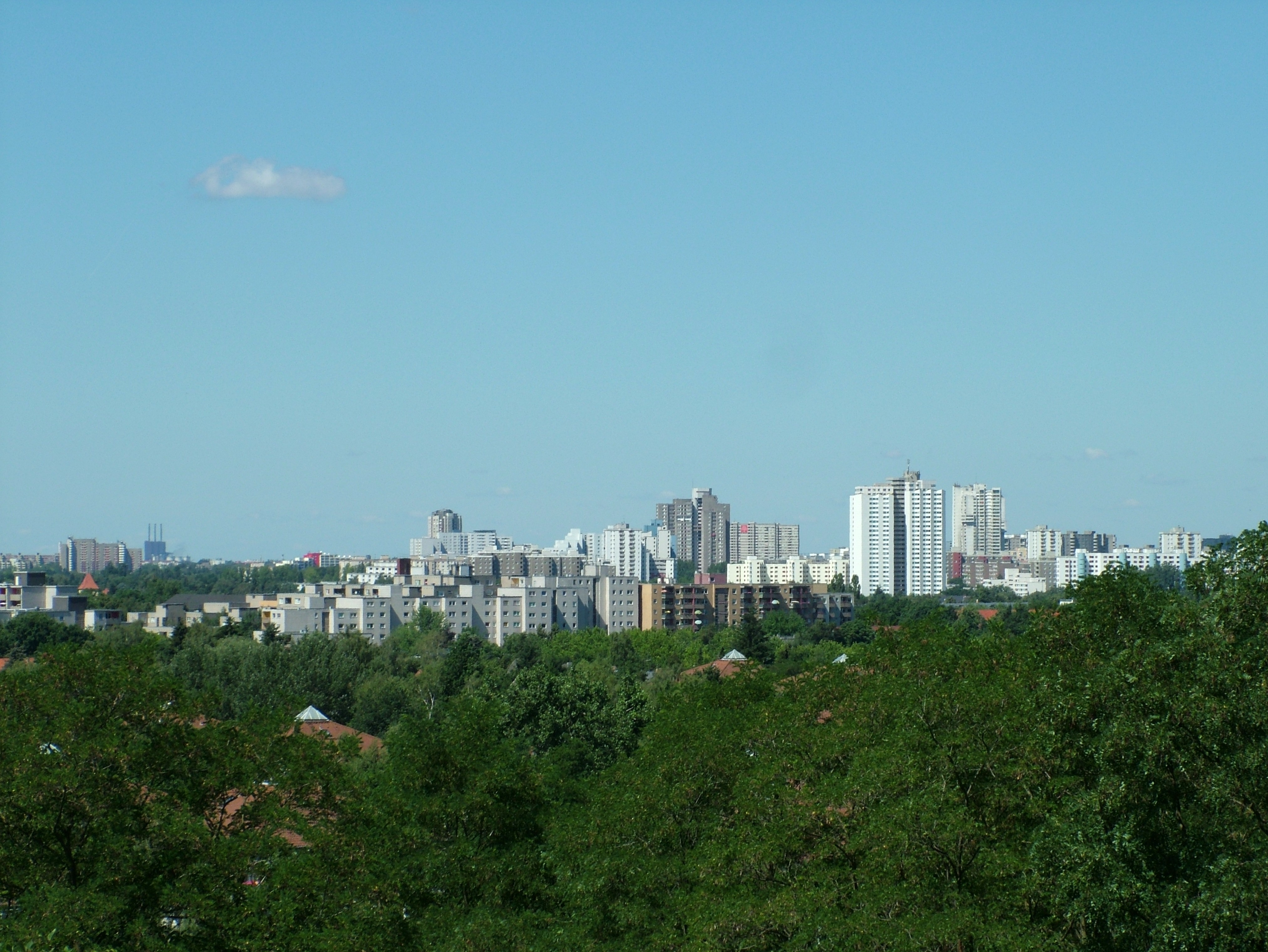
Gropiusstadt in Berlin-Neukölln

- ab 1904: Wirtschafts- und Wohngebäude für das Gut Janikow, Hinterpommern (heute Jankowo)
- 1906: Villa Metzler in Dramburg, Hinterpommern (heute Drawsko Pomorskie)
- 1907: Arbeiterhaus und weitere Wirtschaftsgebäude in Mittelfelde, Hinterpommern (heute Żołędowo)
- 1910–11: Herrenhaus Falkenhagen, Hinterpommern (heute Miłocice)
- ab 1911: Fagus-Werk in Alfeld (1. Bauabschnitt 1911/1912, 2. Bauabschnitt 1913/1914, Ergänzungen bis 1925, UNESCO-Welterbe)
- 1913–1914: Wohnsiedlung „Eigene Scholle“ in Wittenberge
- 1920–1922: Denkmal der Märzgefallenen in Weimar (nach 1933 abgebrochen, 1946 rekonstruiert)
- 1921: Haus Sommerfeld in Berlin-Lichterfelde, Limonenstraße 30 (nur Nebengebäude erhalten)
- 1922: Umbau des Stadttheaters in Jena[26]
- 1922–1923: Grabmal für Albert Mendel auf dem Jüdischen Friedhof in Berlin-Weißensee[27]
- 1922–1924: Ausstellungs- und Lagergebäude der Landmaschinenfabrik Gebr. Kappe & Co. in Alfeld
- 1924: Wohnhaus für Felix Auerbach in Jena, Schaefferstraße 9 (unter Denkmalschutz)[28][29]
- 1924: Entwurf für das Friedrich-Fröbel-Haus in Bad Liebenstein (nicht ausgeführt)
- 1925–1926: AMCO-Fabrikerweiterungsgebäude in Kirchbrak (unter Denkmalschutz)
- 1925–1926: Hauptgebäude für das Bauhaus Dessau
- 1925–1926: „Meisterhäuser“ (Wohnhäuser der Bauhaus-Lehrer) in Dessau
- 1926–1928: Siedlung Dessau-Törten
- 1927: zwei Wohnhäuser in der Weißenhofsiedlung in Stuttgart (Haus 16 und Haus 17)
- 1927–1928: Wettbewerbsentwurf für Stadthalle, Museum und Sportforum in Halle (Saale) (nicht ausgeführt)[30]
- 1927–1929: Arbeitsamt Dessau (Wettbewerbsentwurf 1927, Bauausführung 1928–1929)
- 1927–1929: Wohnhaus für Therese Zuckerkandl (Witwe von Robert Zuckerkandl) in Jena, Weinbergstraße 4a (unter Denkmalschutz)
- 1928–1929: Wohnhaus für den Verlagsdirektor Joseph Lewin in Berlin-Zehlendorf, Fischerhüttenstraße 106 (unter Denkmalschutz)
- 1928–1929: Wohnungsbauten in der Siedlung Dammerstock in Karlsruhe
- 1929–1930: Siedlung „Am Lindenbaum“ in Frankfurt am Main-Eschersheim (im Rahmen des Projekts Neues Frankfurt)
- 1929–1930: Wohnungsbauten in Berlin-Siemensstadt
- 1931–1932: Typenhäuser für das Kupferhaus-Programm der Hirsch Kupfer- und Messingwerke in Finow bei Eberswalde
- 1937: Gropius House in Lincoln (Massachusetts, USA)
- 1941–1943: Packaged House System in Lincoln (Massachusetts, USA) (zusammen mit Konrad Wachsmann)
- 1948–1950: Harvard University Graduate Center (als erstes Projekt der TAC)
- 1952–1953: Wohnhaus Stichweh in Hannover-Nordstadt, Alleehof 4[31][32]
- 1957: Universität Bagdad (als weiteres Projekt der TAC)
- 1957: neungeschossiges Walter-Gropius-Haus als Beteiligung an der Interbau in Berlin-Hansaviertel
- 1957–1959: Pan-Am-Wolkenkratzer in Manhattan, New York City
- 1960: Synagoge Temple Oheb Shalom in Baltimore
- ab 1960: Wohnbau-Projekt Gropiusstadt in Berlin-Neukölln (Planung später abgewandelt)
- 1956–1961: Botschaft der USA in Athen
- 1964–1966: John F. Kennedy Federal Building in Boston
- 1965: Porzellanfabrik Rosenthal am Rotbühl in Selb[33]
- 1967–1970: Fabrikgebäude Thomas Glaswerk, sogenannte „Glaskathedrale“ in Amberg (1967 geplant, 1970 fertiggestellt)
- 1977–1979: Bauhaus-Archiv in Berlin (TAC, Alexander Cvijanović, Umarbeitung des ursprünglichen Entwurfs für den Standort Darmstadt)
- postum ausgeführt: Hotelanlage Porto Carras auf der Halbinsel Chalkidiki

### Objektdesign
- 1969: TAC Teekanne für Rosenthal, 1969[34][35]

## Schriften (Auswahl)
- Idee und Aufbau des staatlichen Bauhauses. Bauhaus Verlag, Weimar, München 1923, 12 S.
- Internationale Architektur. A. Langen, München 1925, 106 S. (=Bauhausbücher 1), Neuausgabe: Gebrüder Mann, Berlin 1981, ISBN 3-7861-1477-3.
- Architektur – Wege zu einer optischen Kultur. Fischer Bücherei, Frankfurt/M=Hamburg 1956.
- Ausgewählte Schriften. Ernst, Verlag für Architektur und technische Wissenschaften, Berlin 1988.

## Literatur (Auswahl)

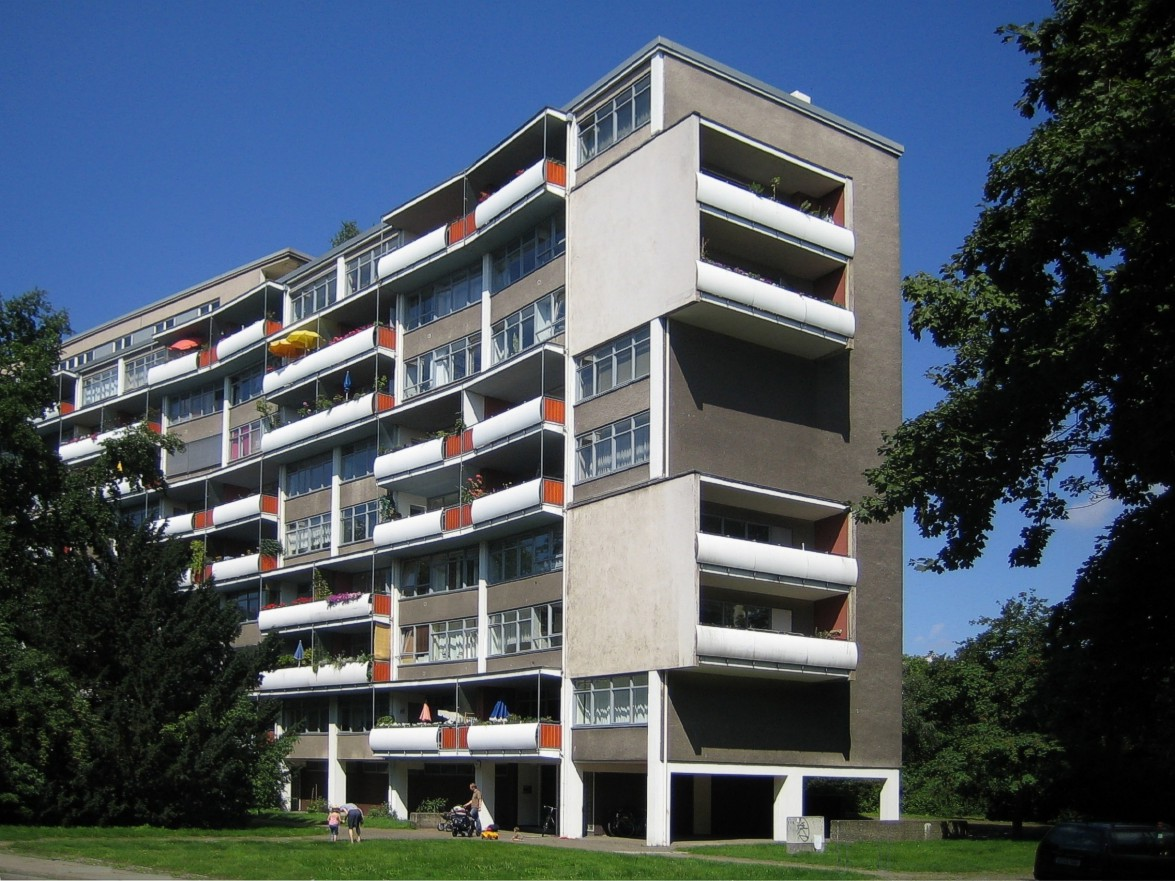
Appartementhaus Hansaviertel, Berlin 1957